# L'incantesimo

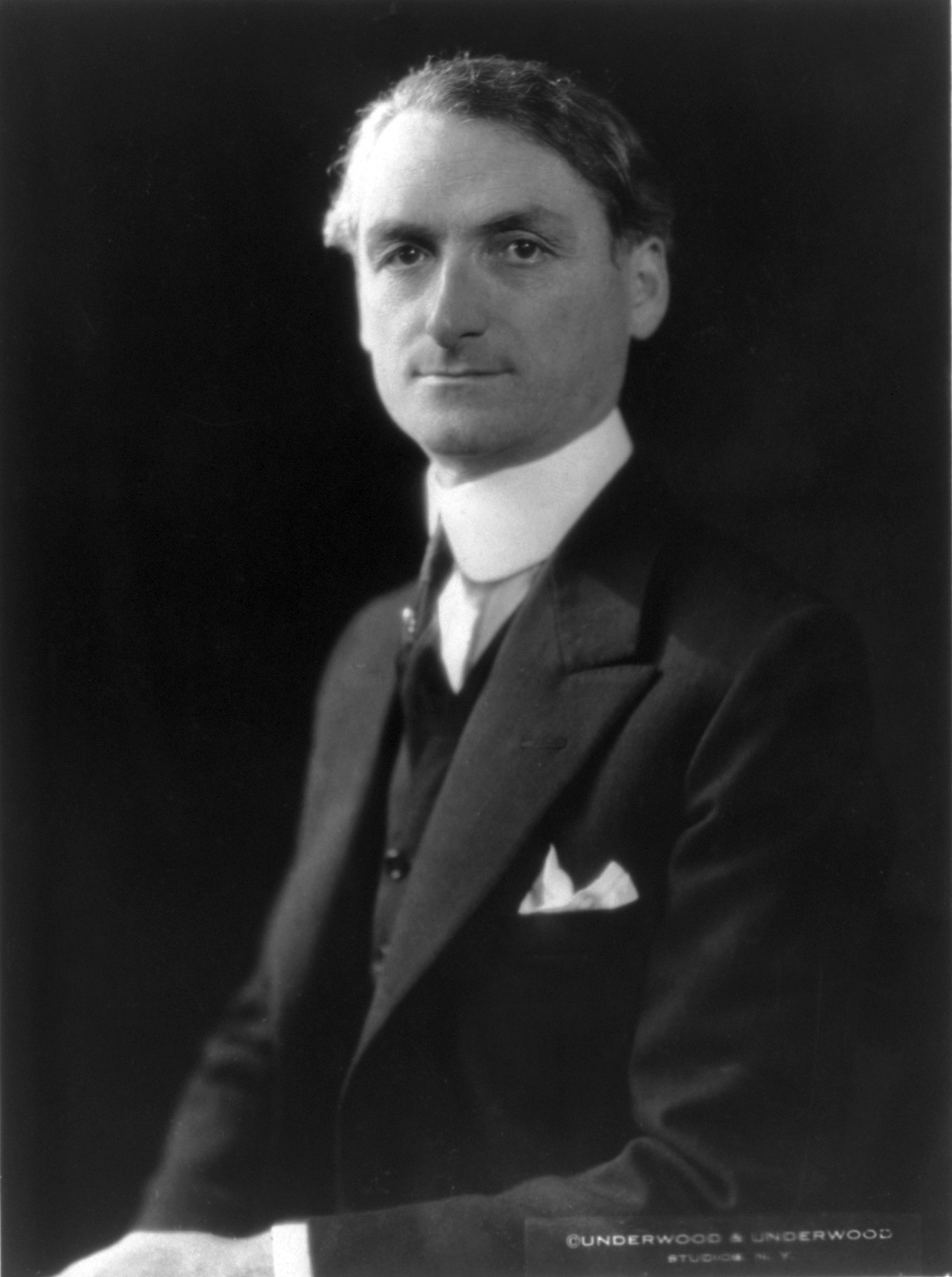
Italo Montemezzi

L'incantesimo är en opera i en akt med musik av Italo Montemezzi och libretto av Sem Benelli, som tidigare hade samarbetet med kompositören i dennes mest kända opera L'amore dei tre re. Benelli slutförde texten 1933 och Montemezzi påbörjade musiken, men hans dåliga förhållande till Benito Mussolinis regim gjorde att Italien blev omöjligt att arbeta och verka i. Montemezzi återupptog arbetet med L'incantesimo sommaren 1943 i Beverly Hills, hans hem under de tio åren i USA. Efter att ha slutfört operan erbjöd han det till NBC Symphony då han beundrade deras orkester.

## Uppförandehistorik
L'incantesimo framfördes första gången i radio den 9 oktober 1943 i New York. Kompositören dirigerade NBC Symphony Orchestra. Operans sceniska premiär ägde rum den 9 augusti 1952 i Verona i Italien, endast några månader efter Montemezzis död. Året därpå spelades L'incantesimo in av italiensk radio och sändes 1954. Den 13 november 2007 framförde Teatro Grattacielo, en New York-ensemble som specialiserat sig på att återupptäcka bortglömda verismoperor, L'incantesimo konsertant i Avery Fisher Hall i Metropolitan Opera House.
Trots operans sena tillkomst är musiken fast rotad i den senromantiska traditionen och kombinerar italiensk lyriskhet med orkestertekniken hos Richard Wagner och Richard Strauss.

## Roller
| Personer                           | Röststämma | Premiärbesättning: 9 oktober 1943 (Dirigent: Italo Montemezzi) |
| ---------------------------------- | ---------- | -------------------------------------------------------------- |
| Folco, en adelsman                 | baryton    | Alexander Sved                                                 |
| Giselda, hans hustru               | sopran     | Vivian Della Chiesa                                            |
| Rinaldo, hennes tidigare beundrare | tenor      | Mario Berini                                                   |
| Salomone, en nekromant             | bas        | Virgilio Lazzari                                               |
| En tjänare                         | baryton    |                                                                |

## Handling
Handlingen utspelas i Folcos vinterpalats på medeltiden. Den skrytsamme och rike Folco har skickat efter Rinaldo, men när han ser snön som faller oroar han sig över att hans gamle vän inte ska komma. Rinaldo har tidigare älskat Folcos hustru Giselda och velat gifta sig med henne. Giselda frågar varför Folco har skickat bud efter hennes gamla kärlek, som hon inte har sett sedan bröllopet. Folco berättar att Rinaldo har med sig en trollkarl, som Folco hoppas ska kunna berätta innebörden i det märkliga möte han upplevde under jakten tidigare samma dag.
Rinaldo kommer slutligen åtföljs av den mystiske nekromanten Salomone. Folco välkomnar dem varmt och i sin aria "Allora ascolta!" berättar han om jakten: medan han jagade en varg genom den snöiga skogen såg han en vit hjort vars ansikte var Giseldas. Förvirrad stack han djuret, vars sorgsna ögon såg ut att be om nåd, varpå det förskräckt sprang in i skogen. Salomone förklarar att om Folcos kärlek till Giselda ska överleva måste han återvända till skogen, finna hjorten och ömsint bära det med tillbaka till palatset precis som om det skulle ha varit Giselda själv. Folco försäkrar trollkarlen att han är beredd att göra så.
Så snart som Folco har givit sig av förklarar Rinaldo passionerat för Giselda att han aldrig har glömt sin kärlek till henne. Giselda bannar Rinaldo men han försäkrar henne att kärleken övervinner allt och att han inte betvivlar att hon en gång ska bli hans. Men Giselda fnyser åt hans säkra påstående. Kärleken övervinner allt? Kan den måhända förvandla den vintriga trädgården utanför fönstret till vår? Om kärleken kan göra det ska hon tro på honom. Men Salomone bryter in: "Om du älskar, kommer du se våren."
Folco återvänder. Han har inte funnit hjortens kropp och kan mirakulöst nog inte se Giselda heller, utan snarare den döda hjorten precis där hon står. Plötsligt blommar trädgården och Giselda sjunger extatiskt om dess överväldigande skönhet, varpå hon kastar sig i Rinaldos armar.